# Nokouésøen
Nokoué er en sø i den sydligste del af Benin. Den er omtrent 20 kilometer bred og 11 kilometer lang, og ligger nord for byen Cotonou, der er den største by i Benin. På den vestlige bred ligger byen Ganvié. Søen er naturbeskyttet som Ramsarområde og har et rigt fuleliv.

## Eksterne kilder og henvisninger
- Om Fuglelivet ved søen Arkiveret 3. marts 2016 hos  Wayback Machine fra birdlife.org/datazone

6°26′N 2°27′Ø / 6.43°N 2.45°Ø